# 제임스 먼로 행정부
제임스 먼로의 제5대 미국 대통령 임기는 1817년 3월 4일에 시작하여 1825년 3월 4일에 끝났다. 민주공화당 소속의 먼로는 1816년 대통령 선거에서 연방당 소속 루퍼스 킹에게 압도적인 승리를 거두고 취임했다. 이 선거는 연방당이 대통령 후보를 낸 마지막 선거였고, 먼로는 1820년 대통령 선거에서 무경쟁으로 당선되었다. 먼로의 뒤를 이어 그의 국무장관인 존 퀸시 애덤스가 취임했다.
먼로는 정당을 없애려 했고, 그의 재임 기간 동안 연방당은 국가적인 기관으로서 쇠퇴했다. 민주공화당 역시 통일된 정당으로서의 기능을 멈췄으며, 먼로가 대통령으로 재임한 시기는 당파적 갈등이 없었기 때문에 종종 "호감의 시대"로 불린다. 국내적으로 먼로는 미국 역사상 첫 번째 주요 불황인 1819년 공황에 직면했다. 그는 많은 연방 자금 지원 사회 기반 시설 프로젝트를 지지했지만, 헌법적 문제로 인해 다른 프로젝트에는 거부권을 행사했다. 먼로는 미주리 타협에 서명하여 미주리주를 노예주로 편입시키는 대신 북위 36도 30분 이북의 나머지 영토에서는 노예제를 금지했다.
외교 정책에서는 먼로와 국무장관 애덤스가 애덤스-오니스 조약을 통해 스페인으로부터 동플로리다를 획득하여 먼로와 그의 전임자들의 오랜 목표를 달성했다. 제1차 세미놀 전쟁 이후 체결된 애덤스-오니스 조약은 또한 서플로리다에 대한 미국의 통제를 확고히 하고, 미국의 서부 국경을 설정하며, 오리건 컨트리에 대한 스페인의 주장을 포기하는 내용을 포함했다. 먼로 행정부는 또한 영국과 두 개의 조약을 체결하여 미영 전쟁 이후 양국 간의 관계 개선을 나타냈다. 러시-배것 조약은 영국령 북아메리카와의 미국 국경을 비무장화했고, 1818년 조약은 일부 국경 분쟁을 해결하고 오리건 컨트리의 공동 정착을 규정했다. 먼로는 라틴아메리카의 혁명 운동에 깊이 공감했으며 이 지역에 대한 유럽의 영향력에 반대했다. 1823년, 먼로는 먼로주의를 선포했는데, 이는 미국이 유럽 문제에 중립을 유지하지만, 유럽 강대국의 라틴아메리카에 대한 새로운 식민지화를 용납하지 않을 것이라고 선언했다.
1824년 대통령 선거에서는 민주공화당의 네 명의 후보가 먼로의 뒤를 잇기 위해 출마했으며, 먼로는 후보들 사이에서 중립을 유지했다. 애덤스는 앤드루 잭슨 장군과 재무장관 윌리엄 H. 크로퍼드를 상대로 승리했다. 역사가와 정치학자들의 여론 조사는 일반적으로 먼로를 평균 이상의 대통령으로 평가한다.

## 1816년 선거

1816년 선거인단 투표 결과

매디슨 행정부에서 먼로의 전시 지도력은 그를 민주공화당의 유력한 후계자로 만들었지만, 1816년 대통령 선거를 앞두고 모든 당 지도자들이 먼로의 후보를 지지하지는 않았다. 재무장관 윌리엄 H. 크로퍼드는 많은 남부 및 서부 의원들의 지지를 받았는데, 이들 중 다수는 미국 제2은행 설립에 대한 매디슨과 먼로의 지지에 회의적이었다. 뉴욕 민주공화당원들은 또 다른 버지니아주 출신이 대통령이 될 가능성에 저항했으며, 대니얼 D. 톰킨스 주지사의 후보를 지지했다. 크로퍼드는 후보 지명을 원했지만, 먼로의 후보에 강력히 반대하지 않았는데, 이는 1820년 또는 1824년에 먼로의 후임으로 자신을 내세우기를 희망했기 때문이다. 1816년 3월에 열린 의회 지명 코커스에서 먼로는 65대 54로 크로퍼드를 꺾고 당의 대통령 후보로 지명되었다. 톰킨스는 당의 부통령 후보로 지명되었다.
쇠퇴하는 연방당은 루퍼스 킹을 대통령 후보로 지명했지만, 연방당은 자신들이 반대했던 미영 전쟁이 끝난 후에는 거의 반대 세력을 제공하지 못했다. 먼로의 일부 반대자들은 1812년 선거에서 매디슨의 상대였던 드위트 클린턴을 영입하려 했지만, 클린턴은 선거에 출마하지 않았다. 먼로는 217표의 선거인단 투표 중 183표를 얻어 매사추세츠주, 코네티컷주, 델라웨어주를 제외한 모든 주에서 승리했다. 동시 진행된 의회 선거에서 민주공화당은 하원에서 여러 의석을 추가로 확보하여 하원의 4분의 3 이상을 장악하게 되었다. 먼로는 마지막으로 미국 건국의 아버지라고 불린 대통령이었으며, 또한 "버지니아 왕조"의 마지막 대통령이기도 했는데, 이는 국가의 첫 다섯 명의 대통령 중 네 명이 버지니아주 출신이었다는 사실을 설명하는 데 사용되는 용어이다.

## 행정부

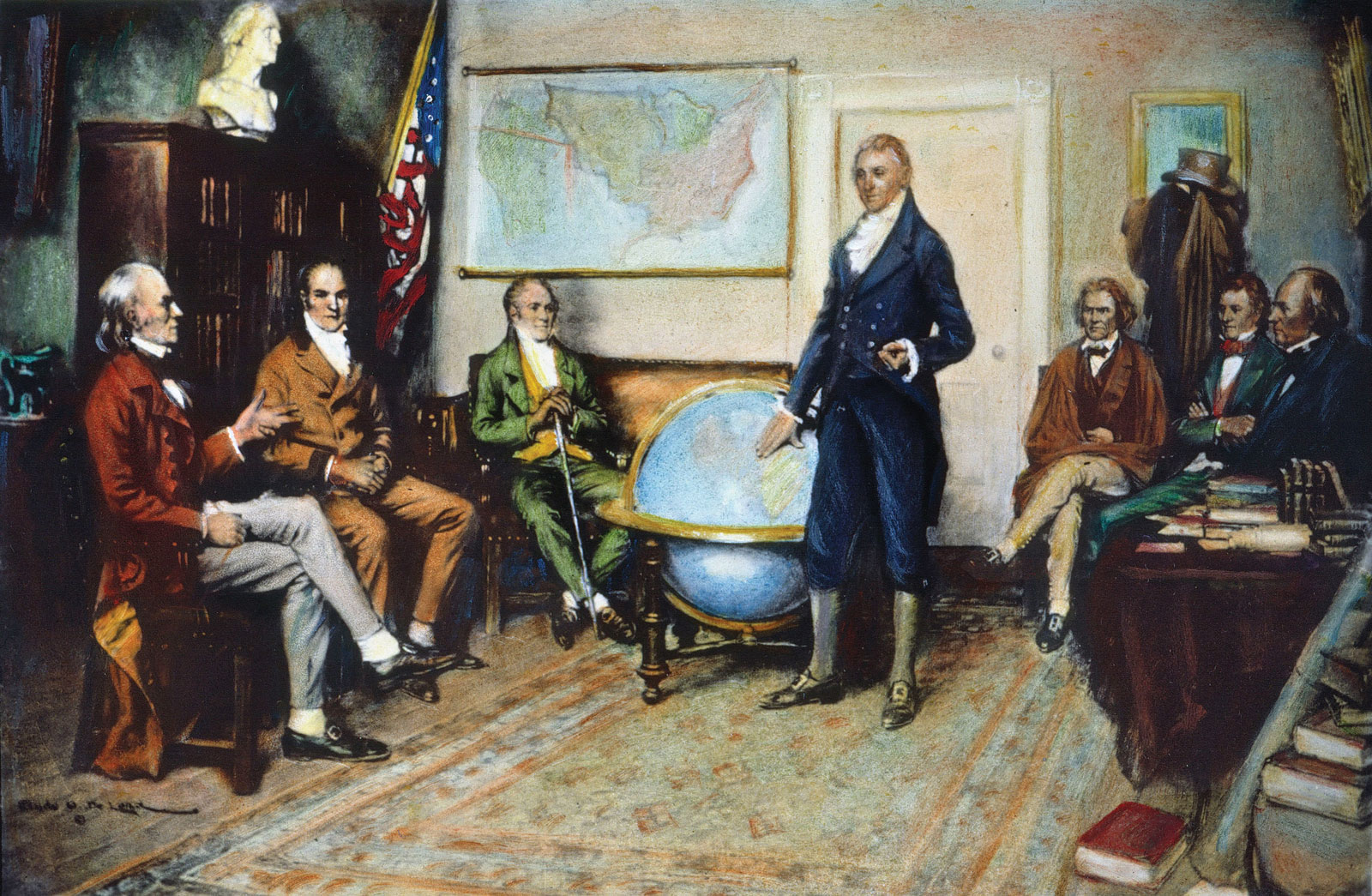
1823년 내각 회의를 주재하는 먼로

먼로는 지리적으로 균형 잡힌 내각을 임명하여 행정부를 이끌었다. 먼로의 요청으로 크로퍼드는 계속해서 재무장관으로 재직했다. 먼로는 또한 매사추세츠주 출신의 벤자민 크라우닌실드를 해군장관으로, 펜실베이니아주 출신의 리처드 러시를 법무장관으로 유임시켰다. 버지니아 왕조의 지속에 대한 북부의 불만을 인식한 먼로는 매사추세츠주 출신의 존 퀸시 애덤스를 명망 높은 국무장관직에 임명하여 애덤스를 먼로의 후임 대통령으로서 초기에 유력한 후보로 만들었다. 숙련된 외교관인 애덤스는 1807년 토머스 제퍼슨의 외교 정책을 지지하며 연방당을 떠났고, 먼로는 애덤스의 임명이 더 많은 연방당원들의 탈당을 장려할 것이라고 기대했다. 먼로는 켄터키주 출신의 헨리 클레이 시니어에게 전쟁장관직을 제안했지만, 클레이는 국무장관으로만 내각에서 일할 의사가 있었다. 먼로가 애덤스를 국무장관에 임명하기로 결정한 것은 클레이를 소외시켰고, 클레이는 행정부의 많은 정책에 반대했다. 앤드루 잭슨 장군과 아이작 셸비 주지사가 전쟁장관 임명을 거부하자, 먼로는 사우스캐롤라이나주 의원 존 캘훈에게 눈을 돌렸고, 이로 인해 내각에는 저명한 서부 인물이 없게 되었다. 1817년 말, 러시는 영국 대사로 임명되었고, 윌리엄 워트가 그의 후임으로 법무장관이 되었다. 크라우닌실드를 제외하고, 먼로의 내각 임명자들은 그의 대통령 임기 내내 자리를 유지했다.

## 사법 임명
1823년 9월, 해군장관 스미스 톰프슨은 헨리 브록홀스트 리빙스턴이 사임한 대법원 자리에 먼로 대통령으로부터 휴회 임명을 받았다. 1823년 12월 5일 같은 자리에 공식 지명되었고, 12월 9일 미국 상원의 인준을 받았다. 톰프슨은 먼로와 개인적으로 좋은 관계를 유지했으며, 법률가 및 공무원으로서 오랜 공직 경력을 가지고 있었고, 리빙스턴과 마찬가지로 뉴욕주 출신이었다. 먼로는 또한 마틴 밴 뷰런 상원의원과 법률가 앰브로즈 스펜서 및 제임스 켄트를 지명 후보로 고려했다. 톰프슨은 먼로가 대법원에 임명한 유일한 인물이었지만, 먼로는 대통령 재임 기간 동안 21명의 판사를 지방법원에도 임명했다.

## 국내 문제

### 민주공화당의 지배

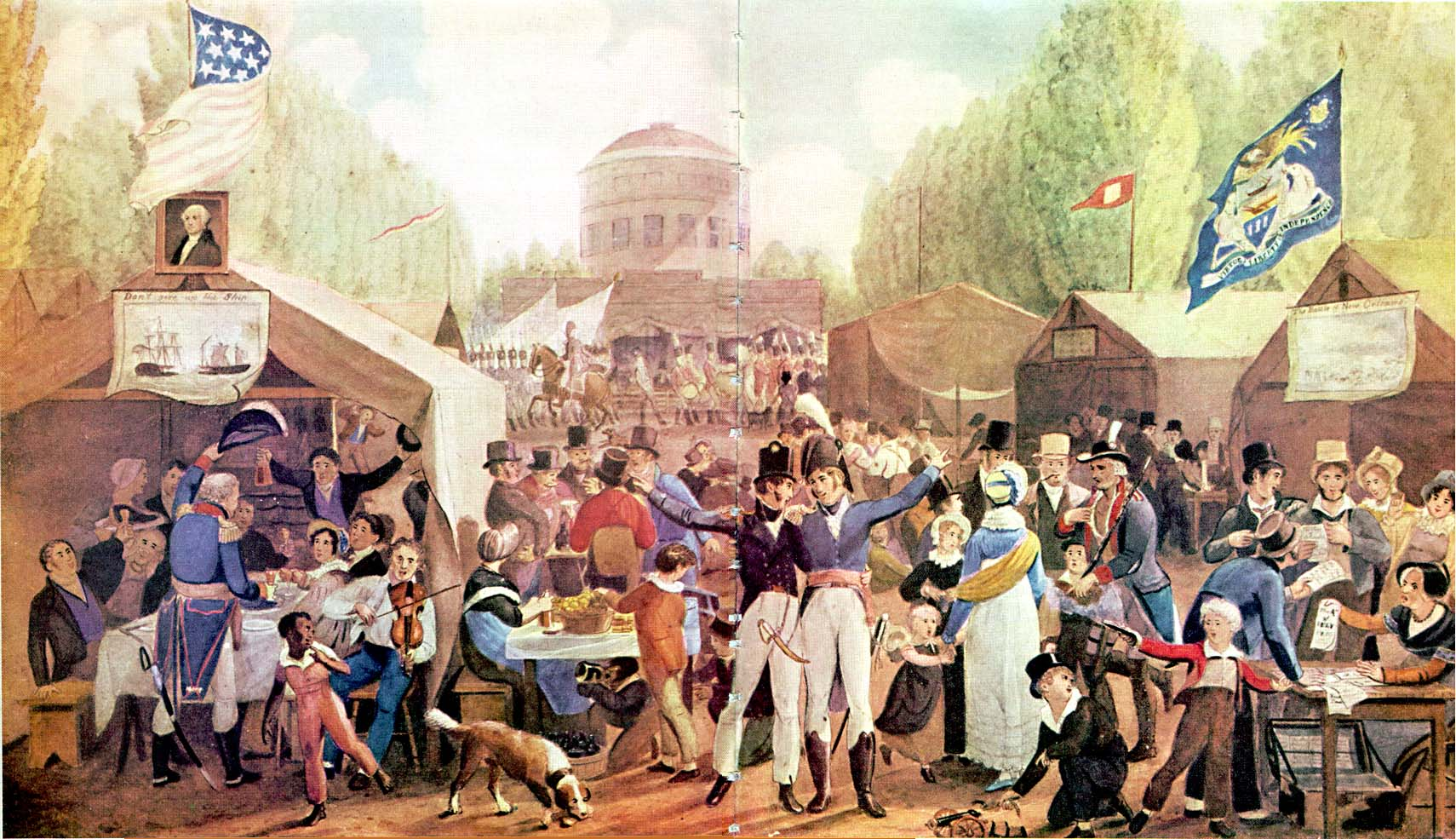
존 루이스 키멜의 독립 기념일 축제 (1819년)는 "호감의 시대"의 정신을 보여준다.

먼로는 그의 전임자 네 명과 마찬가지로 정당의 존재가 미국에 해롭다고 믿었으며, 정당을 없애는 것을 대통령 임기의 주요 목표로 삼았다. 그는 분열적인 정책을 피하고 전 연방당원들을 환영함으로써 민주공화당을 강화하려 했으며, 궁극적인 목표는 연방당의 해체였다. 먼로는 국가적 신뢰를 구축하기 위해 두 번의 긴 전국 순회 방문을 했다. 보스턴에서 1817년 그의 방문은 "호감의 시대"의 시작으로 환영받았다. 이 순회 방문의 잦은 정류장은 수많은 환영 행사와 친선 표현을 가능하게 했다. 먼로는 그 어떤 전임 대통령보다 더 많은 미국인들에게 모습을 보였고, 그의 여행은 지역 및 전국 언론에 상세히 보도되었다. 연방당은 통일된 국가 프로그램을 개발하지 못했고, 연방당 후보들은 국가적 문제보다는 지역적 문제에 집중하여 선거 운동을 펼쳤다. 연방당은 델라웨어주와 몇몇 지역에서 조직적 정체성을 유지했지만, 국가 정치에서는 영향력이 부족했다. 심각한 반대 세력이 없자, 민주공화당의 의회 코커스는 회의를 중단했고, 사실상 민주공화당은 기능을 멈췄다.

### 1819년 공황
대통령 취임 2년 만에 먼로는 미국 역사상 첫 번째 주요 불황으로 알려진 1819년 공황이라는 경제 위기에 직면했다. 이 공황은 미영 전쟁과 나폴레옹 전쟁 이후 글로벌 시장이 평시 생산과 상업으로 재조정되면서 수입과 수출이 감소하고 농산물 가격이 하락한 데서 비롯되었다. 미국의 경기 침체는 은행과 기업의 무제한적인 지폐 발행으로 인해 fueled by the unrestrained issue of paper money from banks and business concerns. 공공 토지에 대한 과도한 투기로 인해 더욱 심화되었다. 미국 제2은행(B.U.S.)은 1818년 후반까지 인플레이션을 억제하는 데 실패했으며, 이때 B.U.S.의 이사들은 신용을 제한하기 위한 뒤늦은 조치를 취했다. 지점들은 자체 어음 외에는 어떤 어음도 받지 않고, 모든 주립은행 지폐를 즉시 지불하도록 제출하며, 개인 어음이나 모기지를 갱신하지 말 것을 명령받았다. 이러한 수축적 재정 정책은 은행에 대한 대중의 신뢰를 약화시키고 공황의 시작에 기여하면서 역효과를 냈다.
먼로는 경제 정책에 대한 통제력이 거의 없었다. 19세기 초에는 그러한 권한이 주로 주와 B.U.S.에 있었다. 공황이 확산되자 먼로는 경제 문제를 해결하기 위해 의회 특별 회기를 소집하는 것을 거부했다. 1819년 12월에 의회가 마침내 다시 소집되었을 때, 먼로는 관세 인상을 요청했지만 특정 세율을 권장하지는 않았다. 의회는 1824년 관세법이 통과될 때까지 관세율을 인상하지 않았다. 공황은 높은 실업률, 파산 및 압류의 증가로 이어졌고, 은행 및 기업에 대한 대중의 분노를 불러일으켰다.
국립은행에 대한 대중의 불만은 메릴랜드주가 그 주에 있는 국립은행 지점에 세금을 부과하도록 만들었다. 얼마 지나지 않아 대법원은 맥컬록 대 메릴랜드 주 사건에서 판결을 내렸다. 주권 옹호자들에게는 큰 패배였지만, 대법원은 주가 B.U.S. 지점에 세금을 부과하는 것을 금지했다. 존 마셜 대법원장은 다수 의견에서 필요적절조항을 폭넓게 해석하여, 헌법이 의회에 명시적으로 정의되지 않은 권한을 부여한다고 판결했다. 이 결정은 B.U.S.에 대한 대중의 경멸을 더욱 부채질했고 연방 권한의 확대에 대한 우려를 불러일으켰다.

### 미주리 타협
1818년부터 클레이와 준주 대표 존 스콧은 미주리 준주를 주로 편입하려 했다. 의회는 4월에 휴회하기 전에 법안을 처리하지 못했지만, 1818년 12월 의회가 다시 소집된 후 이 문제를 다시 다루었다. 이 과정에서 뉴욕주의 제임스 톨매지 주니어 의원은 노예의 미주리주 추가 도입을 금지하고, 이후 미주리주에서 노예 부모에게서 태어난 모든 자녀는 25세에 자유인이 되도록 요구하는 수정안(총칭하여 톨매지 수정안으로 알려짐)을 제안함으로써 "호감의 시대에 폭탄을 던졌다." 이 수정안은 헌법 비준 이후 가장 중요한 국가적 노예제 논쟁을 촉발시켰으며, 노예제 문제에 대한 지역적 양극화를 즉각적으로 드러냈다.
북부 민주공화당원들은 미주리주와 모든 미래 주 및 영토에서 노예제 배제를 지지하며 연방당 잔당들과 당파를 초월한 연합을 형성한 반면, 남부 민주공화당원들은 그러한 제한에 거의 만장일치로 반대했다. 북부인들은 노예제의 비도덕성에 주장의 초점을 맞춘 반면, 남부인들은 주 내 노예제 금지의 헌법 위반성 주장에 초점을 맞췄다. 전 대통령 제퍼슨과 같은 일부 남부인들은 노예의 서부 "확산"이 점진적 해방을 더 실현 가능하게 만들 것이라고 주장했다. 그러나 대부분의 남부 백인들은 노예 반란을 막는 데 도움이 될 것이기 때문에 확산을 선호했다. 양측 모두 미주리주 노예의 지위가 미국 상원의 노예주와 자유주 균형에 중요한 영향을 미칠 수 있음을 인식했다.

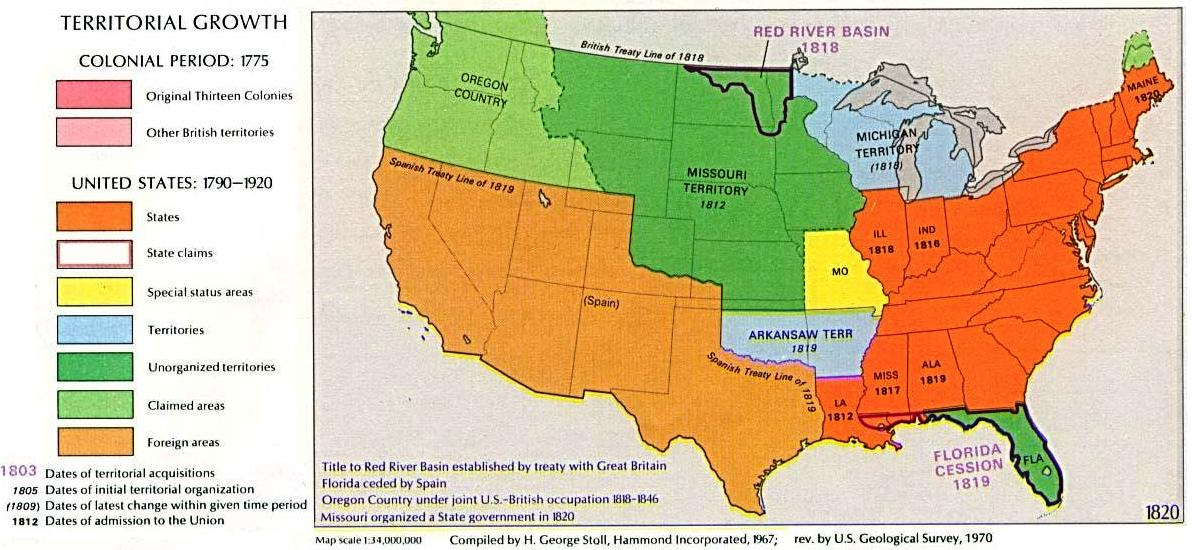
미주리 타협은 대평원의 비조직 영토 (위쪽 짙은 녹색)에서 노예제를 금지했지만, 미주리주 (노란색)와 아칸소 준주 (아래쪽 파란색 지역)에서는 허용했다.

탤매지의 수정안이 포함된 법안은 대부분 지역별 투표로 하원을 통과했지만, 10명의 자유주 의원들은 노예주 의원들과 함께 법안의 최소 한 조항에 반대했다. 이 법안은 상원으로 넘어갔고, 두 수정안은 모두 부결되었다. 하원-상원 합동 위원회는 법안에 대한 의견 불일치를 해결하지 못했고, 따라서 전체 법안은 폐기되었다. 의회는 1819년 12월 다시 소집되었을 때 이 문제를 다시 다루었다. 먼로 자신도 노예 소유주였으며, 미주리주에서 노예제를 제한하는 어떤 법안에도 거부권을 행사하겠다고 위협했다. 그는 또한 제임스 바버 상원의원과 다른 남부 의원들이 당시 매사추세츠주의 일부였던 메인주의 주 지위를 보류하겠다고 위협하여 미주리주를 노예주로 편입시키는 노력을 지지했다.
1820년 2월, 일리노이주 의원 제시 B. 토머스는 타협안을 제안했다: 미주리주는 노예주로 편입되지만, 북위 36도 30분 이북의 나머지 영토에서는 노예제가 배제될 것이었다. 많은 남부 지도자들처럼 먼로도 토머스의 제안을 남부 노예 소유주들에게 가장 피해가 적은 결과로 보았다. 니콜라스 비들 국립은행 총재의 도움을 받아, 먼로는 자신의 영향력과 후원 권한을 사용하여 토머스의 제안을 지지하도록 지원을 확보했다. 상원은 토머스의 영토 내 노예제 제한을 포함하고, 메인주와 미주리주의 편입을 규정한 법안을 통과시켰다. 하원은 근소한 차이로 상원 법안을 승인했으며, 내각과 숙고한 후 먼로는 1820년 4월에 이 법안에 서명했다.
미주리주의 최종 승인 문제는 1820년 11월에 다시 불거졌다. 미주리주 헌법에는 자유 흑인의 주 진입을 금지하는 조항이 포함되어 있었는데, 이는 많은 북부인들이 위헌이라고 간주했다. 미주리주를 둘러싼 분쟁은 1820년 대통령 선거에 영향을 미쳤고, 의회는 미주리주의 표를 포함한 것과 포함하지 않은 것 모두를 보고했다. 클레이의 영향력을 통해 마침내 입법이 통과되었는데, 미주리주 헌법의 배제 조항이 어떤 미국 시민의 특권과 면책을 침해하는 "어떤 법률의 통과를 허용하는 것으로 해석되어서는 안 된다"는 조건이었다. 이 의도적으로 모호한 조항은 때때로 제2차 미주리 타협으로 알려져 있다. 이는 많은 이들에게 쓰디쓴 약이었고, 새로운 주를 자유주 또는 노예주로 편입하는 문제는 노예제 폐지까지 주요 쟁점이 되었다.
미주리주의 주 지위 문제를 해결한 것 외에도, 미주리 타협은 여러 중요한 영향을 미쳤다. 이는 연방당이 거의 효과적인 반대 세력을 제공하지 못했던 시기에 민주공화당이 지역별로 분열되는 것을 막는 데 도움이 되었고, 상원의 균형을 깨뜨리지 않기 위해 자유주와 노예주를 쌍으로 편입시키는 선례를 세웠다. 이 타협은 또한 헨리 클레이와 미국 상원 모두의 위상을 높였다. 아마도 가장 중요한 것은 미주리 타협이 한때 남부 지도자들 사이에서 폭넓은 지지를 받았던 정책인 점진적 해방에서 벗어나는 전환점을 나타냈다는 점이다. 1822년에 붙잡혀 처형된 덴마크 베시의 계획된 노예 반란은 먼로 대통령 재임 기간 동안 남부에서 노예제 찬성 태도가 더욱 경화되는 데 기여했다.

### 내부 개선
미국이 계속 성장함에 따라, 많은 미국인들은 국가 발전을 돕기 위한 내부 개선 시스템 건설을 옹호했다. 이러한 프로젝트에 대한 연방 지원은 느리고 불규칙하게 발전했는데, 이는 논쟁적인 의회 파벌과 이러한 프로젝트에 대한 연방 개입의 합헌성에 대해 우려하는 행정부의 산물이었다. 먼로는 젊은 국가가 경제적으로 성장하고 번성하기 위해 사회 기반 시설을 개선해야 한다고 믿었지만, 국가 교통 시스템의 건설, 유지 보수 및 운영에서 연방의 역할에 대한 합헌성 또한 우려했다. 먼로는 의회에 내부 개선 자금을 지원할 권한을 부여하는 수정안을 통과시켜달라고 반복적으로 촉구했지만, 의회는 그의 제안에 대해 조치하지 않았다. 많은 의원들은 헌법이 이미 내부 개선에 대한 연방 자금 지원을 허용하고 있다고 믿었다.
미국은 1811년에 국가 도로 건설을 시작했다. 1818년 말까지 이 도로는 오하이오강과 포토맥강을 연결했다. 1822년, 의회는 도로 수리를 위한 통행료 징수를 승인하는 법안을 통과시켰다. 먼로는 내부 개선에 대한 자신의 입장을 고수하며 이 법안에 거부권을 행사했다. 먼로는 정교한 에세이에서 이 문제에 대한 자신의 헌법적 견해를 밝혔다. 그는 의회가 돈을 책정할 수 있지만, 국가적 사업의 실제 건설을 수행하거나 그에 대한 관할권을 가질 수는 없다고 인정했다. 1823년, 먼로는 의회가 주와 협력하여 대서양으로 이어지는 강과 미국의 서부 영토를 연결하는 운하 시스템을 건설할 것을 제안했으며, 결국 체서피크 및 델라웨어 운하 회사에 대한 투자를 제공하는 법안에 서명했다. 먼로의 운하 건설 요청은 뉴욕시와 오대호를 연결할 이리 운하의 완공이 임박했기 때문이었다.
1824년, 대법원은 기번스 대 옥덴 사건에서 헌법의 통상조항이 연방 정부에 주간 상업에 대한 광범위한 권한을 부여한다고 판결했다. 얼마 지나지 않아 의회는 두 가지 중요한 법률을 통과시켰는데, 이 두 법률은 함께 연방 정부의 공공 사업에 대한 지속적인 개입의 시작을 알렸다. 일반 측량법은 대통령이 "국가적으로 중요한" 도로 및 운하 노선에 대한 측량을 실시하도록 승인했다. 대통령은 측량 책임자를 미국 육군 공병대에 할당했다. 한 달 후 통과된 두 번째 법안은 모래톱, 장애물 및 기타 장애물을 제거하여 오하이오강과 미시시피강의 항해를 개선하기 위해 75,000달러를 책정했다. 이후 이 법안은 미주리강과 같은 다른 강을 포함하도록 수정되었다.

### 기타 논란 및 사건
먼로가 취임하기 전 몇 년 동안, 자유 흑인의 아프리카 식민지화를 지지하는 운동이 점점 인기를 얻었다. 버지니아주 의원 찰스 F. 머서와 뉴저지주 목사 로버트 핀리는 아프리카 식민지화 목표를 추진하기 위해 미국식민협회(ACS)를 설립했다. 협회의 대부분의 지지자들은 노예의 점진적 해방을 제공하고 남부 경제를 다각화하기 위해 식민지화를 지지했지만, ACS는 또한 주로 자유 흑인을 국내에서 제거하는 것을 목표로 하는 노예제 찬성 남부인들에게도 호소했다. ACS는 매디슨, 부시로드 워싱턴 대법관, 헨리 클레이 시니어를 포함한 여러 저명한 지지자들을 끌어모았다. 1819년, 먼로 행정부는 ACS에 약간의 자금을 지원하기로 합의했으며, 국립은행과 마찬가지로 이 협회는 공공-민간 파트너십으로 운영되었다. 미 해군은 ACS가 서아프리카에 식민지를 건설하는 것을 도왔는데, 이 식민지는 자유 흑인들을 위해 설립된 또 다른 식민지인 시에라리온에 인접했다. 새로운 식민지는 라이베리아라고 명명되었고, 라이베리아의 수도는 먼로 대통령을 기리기 위해 몬로비아라는 이름을 갖게 되었다. 1860년대까지 만 명 이상의 아프국계 미국인들이 라이베리아로 이주했다. 비록 처음에는 영구적인 미국 식민지로 의도되었지만, 라이베리아는 1847년에 독립을 선언했다.
먼로는 존 캘훈 전쟁장관이 감독하는 서부 프런티어에 깊은 관심을 보였다. 캘훈은 루이지애나 매입의 북서부 지역에 대한 미국의 영향력과 지식을 확장하기 위해 옐로스톤강으로 탐험을 조직했다. 이 탐험은 여러 차례의 차질을 겪었지만, 에드윈 제임스와 같은 과학자들의 노력은 이 지역의 동식물에 대한 미국의 지식을 발전시켰다.
연방 정부는 1802년 협정의 일환으로 조지아주로부터 야주 땅을 통제했다. 이 협정의 일환으로 제퍼슨 대통령은 이 지역에서 원주민을 이주시키겠다고 약속했다. 조지아 주민들은 먼로에게 남아있는 원주민을 미시시피강 서쪽 지역으로 이주시키라고 압력을 가했지만, 원주민들은 먼로 행정부의 토지 구매 제안을 거부했다. 먼로는 원주민 부족을 강제로 퇴거시키기를 원치 않았기 때문에, 인디언 이주와 관련하여 큰 조치를 취하지 않았다.
1818년까지는 혁명 전쟁 장군들이 거의 남아있지 않았다. 한 상원의원은 1818년에 혁명 전쟁 생존자가 1,614명에 불과하다고 추정했다. 그럼에도 불구하고, 2만 명이 넘는 사람들이 특별 혜택을 신청했다. 이에 대응하여 혁명 전쟁 연금법이 초안되었고, 이는 의회를 통과하여 먼로 대통령에 의해 서명되었다.

## 외교 문제
먼로는 전쟁이나 심각한 전쟁 위협 없이 평화로운 시대를 이끌었다. 그러나 스페인의 식민지이지만 스페인이 통제할 수 없었던 플로리다에 기반을 둔 세미놀 인디언들로부터 위협이 있었다. 먼로와 그의 국무장관 존 퀸시 애덤스는 영국과 잘 협력했다. 영국의 지원을 받아 그들은 유명한 1823년 먼로주의를 내놓았다. 이는 미국이 유럽 문제에 중립을 유지하지만, 유럽 강대국에 의한 라틴아메리카의 새로운 식민지화를 용납하지 않을 것이라고 선언했다.

### 영국과의 조약
먼로의 첫 임기 초반에 행정부는 미영 전쟁에서 넘어온 국경 분쟁을 해결하기 위해 영국과 두 가지 중요한 협정을 협상했다. 1817년 4월에 체결된 러시-배것 조약은 오대호와 섐플레인호의 해군 무장을 규제하여 미국과 영국령 북아메리카 국경을 비무장화했다. 1818년 10월에 체결된 1818년 조약은 미네소타주에서 로키산맥까지의 현재 미국-캐나다 국경을 북위 49도선으로 확정했다. 영국은 루퍼츠랜드의 북위 49도선 이남 및 대륙 분수령 동쪽 지역, 그리고 해당 위도 이남의 모든 레드 강 식민지를 할양했으며, 미국은 북위 49도선 이북의 미주리 준주 최북단 지역을 할양했다. 이 조약은 또한 향후 10년간 오리건 컨트리에 대한 미국-영국 공동 점령을 확립했다. 러시-배것 조약과 1818년 조약은 모든 미해결 문제를 해결하지는 못했지만, 영국-미국 및 미국-캐나다 관계에서 중요한 전환점을 기록했다. 긴장 완화는 특히 면섬유 무역 확장에 기여했으며, 영국이 제1차 세미놀 전쟁에 개입하지 않기로 결정하는 데 중요한 역할을 했다.

### 스페인령 플로리다

#### 세미놀 전쟁
나폴레옹 전쟁 이후 스페인은 중앙아메리카와 남아메리카의 혁명가들이 독립을 요구하기 시작하면서 골치 아픈 식민지 상황에 직면했다. 미국은 1810년에 서플로리다의 일부를 점령했고, 먼로가 취임할 무렵에는 미국 정착민들도 동플로리다와 누에바에스파냐의 스페인 영토를 침범했다. 플로리다에 소규모 군사 병력이 주둔하면서 스페인은 미국 마을과 농장을 정기적으로 국경을 넘어 습격하고 미국에서 도망친 노예들을 보호하는 세미놀족 인디언들을 제지할 수 없었다. 플로리다 획득은 먼로, 애덤스, 그리고 다른 주요 민주공화당원들의 오랜 목표였는데, 이 지역에 대한 권한은 영국의 스페인 영향력에 대항하여 미국의 남동부 지역 통제를 공고히 할 것이었다.
세미놀족이 조지아주 정착지를 습격하고 도망노예들의 피난처를 제공하는 것을 막기 위해 미군은 스페인 영토에 대한 침입을 점점 더 빈번하게 이끌었다. 1818년 초, 먼로는 앤드루 잭슨 장군에게 조지아-플로리다 국경으로 가서 세미놀족의 공격으로부터 방어하라고 명령했다. 먼로는 잭슨에게 스페인 플로리다의 세미놀족 야영지를 공격할 권한을 부여했지만, 스페인 정착지 자체는 아니었다. 제1차 세미놀 전쟁으로 알려지게 된 이 사건에서 잭슨은 스페인 영토를 넘어 세인트 마크스의 스페인 요새를 공격했다. 그는 또한 세미놀족이 미국 정착지를 습격하도록 선동했다고 비난한 두 명의 영국인을 처형했다. 잭슨은 스페인이 세미놀족에게 원조를 제공하고 있었기 때문에 요새 공격이 필요했다고 주장했다. 세인트 마크스 요새를 점령한 후 잭슨은 펜서콜라의 스페인 진지로 이동하여 1818년 5월에 점령했다.
먼로는 잭슨에게 보내는 편지에서 장군이 명령을 초과한 것에 대해 질책했지만, 세미놀족과의 전쟁 상황을 고려할 때 잭슨이 정당화될 수 있었음을 인정하기도 했다. 먼로는 잭슨의 스페인 전초 기지 공격을 승인하지 않았지만, 잭슨의 작전이 플로리다 구매에 대한 진행 중인 협상에서 미국에게 더 강력한 패를 쥐게 했음을 인식했다. 이는 스페인이 영토를 방어할 수 없음을 보여주었기 때문이었다. 먼로 행정부는 플로리다를 스페인에 반환했지만, 스페인에 세미놀족 습격을 막기 위한 노력을 강화해 줄 것을 요청했다. 존 캘훈 전쟁장관을 포함한 먼로 내각의 일부 인사들은 공격적인 장군을 군법회의에 회부하거나 적어도 견책해야 한다고 주장했다. 국무장관 애덤스만이 잭슨의 행동이 스페인 당국이 자국 영토를 통제할 수 없다는 무능력으로 정당화된다는 입장을 취하며, 스페인이 동플로리다를 "미국의 모든 문명화되거나 야만적인 적에게 개방된 버려진 땅이 되어, 그들에게 성가신 전초 기지 역할 외에는 아무런 목적도 수행하지 못하도록" 허용했다고 주장했다. 그의 주장과 플로리다의 반환은 영국과 스페인이 잭슨의 행동에 대해 미국에 보복하지 않도록 설득했다.
잭슨의 공적 소식은 워싱턴에서 경악을 불러일으켰고 의회 조사를 촉발시켰다. 클레이는 잭슨의 행동을 비난하며 동료 의원들에게 장군을 공식적으로 견책할 것을 제안했다. 심지어 잭슨을 지지하는 경향이 있는 많은 의원들도 장군이 의회의 동의 없이 전쟁을 일으키는 것을 허용하는 결과에 대해 우려했다. 군사력으로 권력을 장악한 인기 장군들을 언급하며, 하원 의장 헨리 클레이는 동료 의원들에게 "그리스에는 알렉산더가 있었고, 로마에는 율리우스 카이사르가 있었고, 잉글랜드에는 크롬웰이 있었고, 프랑스에는 보나파르트가 있었다는 것을 기억하라"고 촉구했다. 민주공화당이 장악했던 제15차 미국 의회는 일반적으로 팽창주의적이고 인기 있는 잭슨을 지지했다. 많은 논쟁 끝에 하원은 잭슨을 비난하는 모든 결의안을 부결시켜 군사 개입을 암묵적으로 지지했다. 제1차 세미놀 전쟁에서 잭슨의 행동은 이후 몇 년 동안 계속 논란의 대상이 될 것이었다. 잭슨은 먼로가 비밀리에 그에게 스페인 정착지를 공격하라고 "레아 편지"로 명령했다고 주장했지만, 먼로는 이를 부인했다.

#### 플로리다 획득

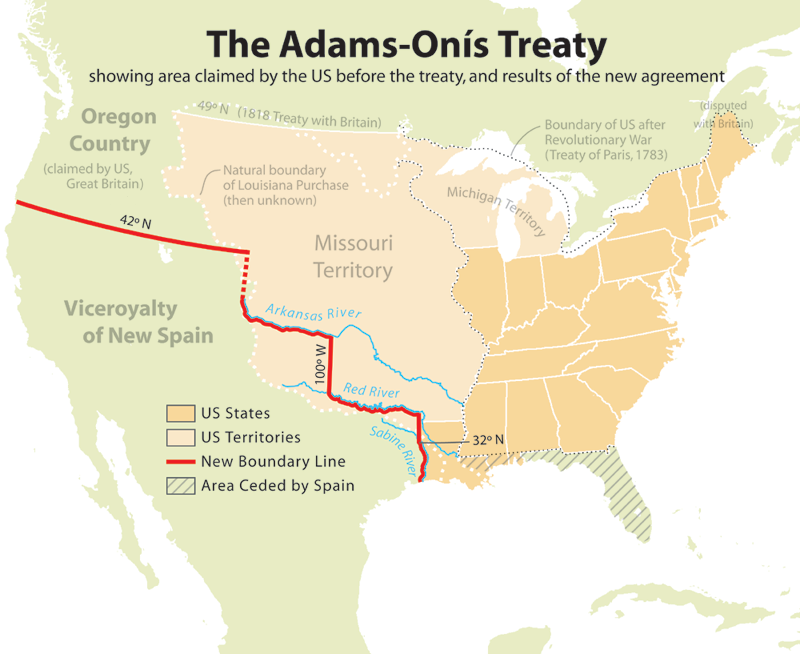
1819년 애덤스-오니스 조약의 결과를 보여주는 지도.

플로리다 구매에 대한 협상은 1818년 초에 시작되었다. 워싱턴의 스페인 공사인 루이스 데 오니스는 잭슨이 스페인 정착지를 공격한 후 협상을 중단했지만, 미국이 영토를 반환한 후 애덤스 국무장관과 다시 협상을 시작했다. 1819년 2월 22일, 스페인과 미국은 애덤스-오니스 조약에 서명했다. 이 조약은 500만 달러를 초과하지 않는 금액으로 스페인에 대한 미국 시민들의 청구권을 미국이 인수하는 대가로 플로리다를 할양하는 내용이었다. 이 조약은 또한 북미 대륙의 스페인과 미국 영토 사이의 경계를 정의했다. 사빈강 어귀에서 시작하여, 그 강을 따라 북위 32도선까지, 그리고 정북으로 레드강까지, 그 강을 따라 서경 100도선까지, 정북으로 아칸소강까지, 그리고 그 강을 따라 발원지까지, 그리고 북쪽으로 북위 42도선까지, 그리고 그 선을 따라 태평양까지 이어졌다. 미국은 이 경계 서쪽과 남쪽의 땅에 대한 모든 주장을 포기했으며, 스페인은 오리건 컨트리에 대한 주장을 포기했다. 스페인이 플로리다 통제권을 포기하는 것을 지연시키자 일부 의원들은 전쟁을 요구했지만, 스페인은 1821년 2월 플로리다 통제권을 평화롭게 이전했다.

### 라틴아메리카

#### 관여

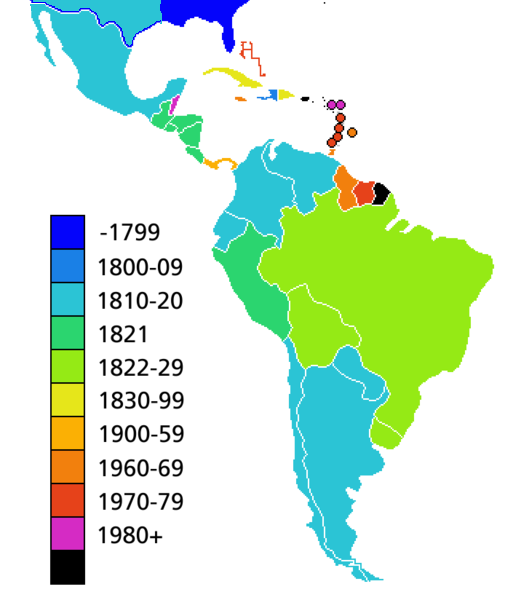
독립 연대별 라틴아메리카 국가

먼로는 스페인에 대항하는 라틴아메리카 혁명 운동에 깊이 공감했다. 그는 공화주의 정부 수립을 목표로 하는 민족들의 열망에 대한 공감을 보여주지 못했던 프랑스 혁명 당시 워싱턴 행정부의 정책을 미국이 결코 반복해서는 안 된다고 결심했다. 그는 군사적 개입을 예상하지 않고 도덕적 지원만을 제공했는데, 직접적인 미국의 개입이 다른 유럽 강대국들이 스페인을 돕도록 유발할 것이라고 믿었기 때문이었다. 그의 선호에도 불구하고, 먼로는 플로리다를 둘러싼 스페인과의 협상이 진행 중이었기 때문에 처음에는 라틴아메리카 정부를 인정하기를 거부했다.
1822년 3월, 먼로는 아르헨티나, 페루, 콜롬비아, 칠레, 멕시코를 공식적으로 인정했다. 먼로의 감독 아래 국무장관 애덤스는 이들 신생국에 파견될 대사들을 위한 지침을 작성했다. 이 지침은 미국의 정책이 공화주의 제도를 옹호하고 최혜국 대우를 바탕으로 상업 조약을 추구하는 것이라고 선언했다. 미국은 유럽에서 지배적인 제도와 근본적으로 다른 경제 및 정치 제도 개발에 전념하는 아메리카 대륙 회의를 지원할 것이었다. 먼로는 미국이 "자유와 인류애의 대의"를 지지하는 본보기를 세계에 보이며 처음으로 인정을 확대하는 국가가 된 것을 자랑스럽게 여겼다. 1824년, 미국과 그란콜롬비아는 앤더슨-괄 조약을 체결했는데, 이는 평화, 친선, 항해 및 상업에 관한 일반 협약으로, 미국이 아메리카 대륙의 다른 국가와 체결한 첫 번째 조약이었다. 1820년에서 1830년 사이에 해외에 파견된 미국 영사관의 수는 두 배로 늘어났는데, 이러한 성장의 대부분은 라틴아메리카에서 비롯되었다. 이들 영사는 상인들이 서반구에서 미국의 무역을 확장하는 데 도움이 되었다.

#### 먼로주의
영국은 스페인이 스페인 식민지와 외국 간의 무역에 제한을 가하는 중상주의 정책을 따랐기 때문에 스페인 식민주의의 종말을 보장하는 데 강한 관심을 가졌다. 1823년 10월, 러시 대사는 애덤스 국무장관에게 조지 캐닝 외무장관이 다른 세력이 중앙아메리카와 남아메리카에 개입하는 것을 막기 위한 공동 선언을 원한다고 알렸다. 캐닝은 부분적으로 프랑스에 의한 페르난도 7세 국왕의 복원에 의해 동기 부여를 받았다. 영국은 프랑스나 신성 동맹 (1815년) (오스트리아 제국, 프로이센, 러시아)이 스페인이 식민지 통제권을 되찾는 것을 도울 것을 우려했으며, 그러한 개입에 반대하는 미국의 협력을 모색했다. 먼로와 애덤스는 영국의 제안을 광범위하게 숙고했으며, 먼로는 전임 대통령 제퍼슨과 매디슨과 협의했다.
먼로는 처음에는 캐닝의 제안을 받아들이는 쪽으로 기울었고, 매디슨과 제퍼슨도 같은 선호를 공유했다. 그러나 애덤스는 영국과의 협력에 강력히 반대하며, 양자적 성격의 성명이 미국의 확장을 제한할 수 있다고 주장했다. 또한, 애덤스와 먼로는 어떤 동맹에서도 하위 파트너로 비치고 싶어 하지 않았다. 캐닝의 동맹 제안에 응답하는 대신, 먼로는 1823년 연례 의회 메시지에서 라틴아메리카에 관한 성명을 발표하기로 결정했다. 내각과의 일련의 회의에서 먼로는 라틴아메리카에 대한 유럽의 개입에 관한 행정부의 공식 정책을 수립했다. 애덤스는 이 내각 회의에서 주요 역할을 했으며, 국무장관은 먼로에게 지나치게 호전적인 언어로 신성 동맹 구성원들을 자극하는 것을 피하도록 설득했다.
먼로의 연례 메시지는 1823년 12월 2일 양원 의회에서 낭독되었다. 이 메시지에서 그는 먼로주의로 알려지게 된 내용을 명확히 밝혔다. 이 교리는 유럽 전쟁과 분쟁에 대한 전통적인 미국의 중립 정책을 재확인했지만, 미국은 어떤 국가의 이전 유럽 지배자에 의한 재식민화를 받아들이지 않을 것이라고 선언했다. 먼로는 유럽 국가들이 서반구를 더 이상 새로운 식민지화에 개방된 것으로 간주해서는 안 된다고 명시했는데, 이는 주로 북태평양 연안에 식민지를 확장하려는 러시아를 겨냥한 것이었다. 동시에 먼로는 아메리카 대륙에 있는 기존 유럽 식민지에 대한 불간섭을 공언했다.
먼로주의는 미국과 영국에서 좋은 반응을 얻었지만, 러시아, 프랑스, 오스트리아 지도자들은 사적으로 이를 비난했다. 유럽 강대국들은 미국이 먼로주의를 무력으로 뒷받침할 능력이 거의 없다는 것을 알았지만, 미국은 영국 해군의 힘에 "무임승차"할 수 있었다. 그럼에도 불구하고 먼로주의의 발표는 국제 관계에서 미국의 새로운 수준의 단호함을 보여주었다. 이는 미국의 첫 번째 영향권 주장을 나타냈기 때문이다. 또한 이로써 미국은 심리적 지향점을 유럽에서 아메리카 대륙으로 전환하게 되었다. 외교 정책 논쟁은 더 이상 영국과 프랑스와의 관계에 집중되지 않고, 대신 서부 확장과 원주민과의 관계에 초점을 맞추게 되었다.

### 러시아-미국 조약
18세기에 러시아는 태평양 연안에 러시아령 아메리카를 설립했다. 1821년, 알렉산드르 1세 차르는 칙령을 발표하여 북위 51도 이북의 북미 태평양 연안에 대한 러시아의 주권을 선언했다. 이 칙령은 또한 외국 선박이 러시아 주장 지역 115마일 이내로 접근하는 것을 금지했다. 애덤스는 미국의 상업적 및 팽창주의적 야망을 잠재적으로 위협하는 이 칙령에 강력히 항의했다. 미국과의 우호적인 관계를 모색하며 알렉산드르는 1824년 러시아-미국 조약에 동의했다. 이 조약에서 러시아는 북위 54도 40분 이북의 토지에 대한 주장을 제한했으며, 러시아 항구를 미국 선박에 개방하는 데도 동의했다.

## 연방에 가입한 주
먼로 재임 중 5개 주가 연방에 가입했다:
- 미시시피주 – 1817년 12월 10일[100]
- 일리노이주 – 1818년 12월 3일[101]
- 앨라배마주 – 1819년 12월 14일[102]
- 메인주 – 1820년 3월 15일[103]
메인주는 기존 주에서 분리된 3개 주 중 하나이다 (다른 주로는 켄터키주와 웨스트버지니아주가 있다). 매사추세츠주 의회는 1819년 6월 19일 "메인 지구"를 나머지 주에서 분리하는 허용 법안을 통과시켰고 (이 조치는 1819년 7월 19일 메인주 유권자들에 의해 17,001대 7,132로 승인되었다); 그리고 1820년 2월 25일, 메인주의 임박한 주 지위를 공식적으로 수용하는 후속 조치를 통과시켰다.[104]
- 미주리주 – 1821년 8월 10일[105]

## 선거

### 1820년 선거

1820년 선거인단 투표 결과.

제임스 먼로의 첫 임기 동안 국가는 경제 불황을 겪었고 노예제는 분열적인 문제로 부상했다. 이러한 문제들에도 불구하고, 연방당의 붕괴로 인해 먼로는 첫 임기 말에 조직적인 반대 세력을 갖지 못했으며, 그는 조지 워싱턴 외에 유일하게 무경쟁으로 재선에 출마했다. 뉴햄프셔주의 단 한 명의 선거인인 윌리엄 플러머는 존 퀸시 애덤스에게 한 표를 던져 선거인단 만장일치 투표를 막았다. 플러머는 또한 "심하게 술에 취했다"고 생각하는 대니얼 톰킨스에게도 투표를 거부했다. 그의 반대에는 여러 연방당 선거인들도 동참했는데, 이들은 톰킨스에게 투표하기로 서약했지만, 다른 사람에게 부통령 표를 던졌다.

### 1824년 선거

1824년 대통령 선거 결과. 선거는 하원의 의회 선거에서 해결될 것이다.

먼로의 두 임기가 끝날 무렵 연방당은 거의 붕괴되었고, 1824년의 모든 주요 대통령 후보들은 민주공화당 소속이었다. 존 퀸시 애덤스 국무장관, 존 캘훈 전쟁장관, 윌리엄 H. 크로퍼드 재무장관, 헨리 클레이 시니어 하원의장이 각자 강력한 지지자들을 이끌고 출마했다. 크로퍼드는 주권과 엄격한 헌법 해석을 옹호한 반면, 캘훈, 클레이, 애덤스는 모두 국내 개선, 높은 관세, 국립은행을 지지했다. 1824년이 다가오면서 앤드루 잭슨 장군이 선거전에 뛰어들었는데, 이는 주로 플로리다에서 그의 행동에 대한 클레이와 크로퍼드의 비난에 대한 분노 때문이었다. 의회 지명 코커스는 이전 민주공화당 대통령 후보들을 결정했지만, 1824년에는 크게 신뢰를 잃었다. 후보들은 대신 주 의회나 지명 대회를 통해 지명되었다. 세 명의 내각 장관이 선거에 출마하면서 먼로는 중립을 유지했다.
잭슨의 강세를 본 캘훈은 대통령 선거에서 물러나 대신 부통령직을 노렸다. 나머지 후보들은 지역적 강점에 크게 의존했다. 애덤스는 뉴잉글랜드에서 인기가 많았고, 클레이와 잭슨은 서부에서 강세를 보였으며, 잭슨과 크로퍼드는 후자의 건강 문제에도 불구하고 남부를 놓고 경쟁했다. 1824년 대통령 선거에서 잭슨은 선거인단에서 다수를 얻어 261표 중 99표를 얻었고, 애덤스는 84표, 크로퍼드는 41표, 클레이는 37표를 얻었다.
어떤 후보도 선거인단 투표에서 과반수를 얻지 못했으므로, 하원은 수정헌법 제12조의 규정에 따라 부통령 선거를 치러야 했다. 하원은 상위 3명의 선거인단 투표 득표자 중에서 결정하며, 각 주 대표단이 한 표를 갖게 된다. 따라서 클레이는 탈락했다.
잭슨의 정책 견해는 불분명했지만, 클레이는 플로리다에서 잭슨의 행동에 격분했고, 잭슨이 취임 후 무엇을 할지 우려했다. 그는 또한 애덤스와 많은 정책을 공유했다. 애덤스와 클레이는 부통령 선거 전에 만났고, 클레이는 애덤스를 지지하기로 합의했다. 1825년 2월 9일, 애덤스는 첫 번째 투표에서 24개 주 대표단 중 13표를 얻어 1801년 토머스 제퍼슨에 이어 하원에 의해 선출된 두 번째 대통령이 되었다.

## 역사적 평가
역사가 해리 애먼은 먼로가 대통령으로서 이전의 당파성을 포기하고 당파적 적대감이 없는 시대를 육성했다고 말한다. 애먼은 계속해서 다음과 같이 말했다.
먼로는 온건한 국가주의자였으며, 관세와 미국 제2은행을 국가의 복지에 필수적인 것으로 받아들였다. 오직 국내 개선에서만 그는 당의 전통적인 엄격한 헌법 해석을 고수했다....행정부 리더십의 수단으로서 당 충성도를 거부한 먼로는 내각의 세 구성원: 존 퀸시 애덤스 (국무), 윌리엄 H. 크로퍼드 (재무), 존 캘훈 (전쟁)의 상당한 의회 지지에 의존하여 정책을 수행하려 했다.... [그와 애덤스는] 공화국에 적합하고 미국의 국익을 실현하며 동시에 유럽 강대국들로부터 이전에 미국이 받지 못했던 존경을 얻을 외교 정책을 개발하고자 했다.
애먼은 정치가 그의 두 번째 임기를 약화시켰다고 주장했다.
해안 방어를 강화하려는 계획과 국제 노예 무역을 금지하기 위한 1823년 영국-미국 조약과 같은 그의 가장 선호했던 많은 프로젝트들은 대통령 정치적 경쟁의 희생양이 되었다.
먼로는 국가의 시선을 유럽 문제에서 국내 문제로 돌렸다. 그의 대통령 재임 기간 동안 영국과의 타협과 플로리다 획득을 통해 오랜 국경 문제들이 해결되었다. 먼로는 또한 미주리 타협을 지지하고 전국 각 지역의 지지를 구함으로써 지역적 긴장을 해소하는 데 기여했다. 정치학자 프레드 그린스타인은 먼로가 매디슨과 존 애덤스를 포함한 일부 더 잘 알려진 전임자들보다 더 효과적인 행정가였다고 주장한다.
역사가와 정치학자들의 여론 조사는 일반적으로 먼로를 평균 이상의 대통령으로 평가하는 경향이 있다. 2018년 미국정치학회 대통령 및 행정 정치 부문 여론 조사에서 먼로는 18번째로 훌륭한 대통령으로 평가되었다. 2017년 C-SPAN 역사가 여론 조사에서는 먼로가 13번째로 훌륭한 대통령으로 평가되었다.

## 같이 보기
- 제1차 정당 시대
- 1817년 보너스 법안

### 참고 문헌
- Abraham, Henry Julian (2008). 《Justices, Presidents, and Senators: A History of the U.S. Supreme Court Appointments from Washington to Bush II》. Rowman & Littlefield. ISBN 9780742558953.
- Ammon, Harry (2002).  Graff, Henry F., 편집. 《The Presidents: A Reference History》 3판. Hinsdale, Illinois: Advameg, Inc.
- Cunningham, Noble (1996). 《The Presidency of James Monroe》. University Press of Kansas. ISBN 0-7006-0728-5.
- Dangerfield, George (1965). 《The Awakening of American Nationalism: 1815–1828》. HarperCollins. ISBN 0-88133-823-0.
- Greenstein, Fred I. (June 2009). 《The Political Professionalism of James Monroe》. 《Presidential Studies Quarterly》 39. 275–282쪽. doi:10.1111/j.1741-5705.2009.03675.x. JSTOR 41427360.
- Hammond, John Craig.   "President, Planter, Politician: James Monroe, the Missouri Crisis, and the Politics of Slavery." Journal of American History 105.4 (2019): 843–867. online.
- Heidler, David S. (1993). 《The Politics of National Aggression: Congress and the First Seminole War》. 《Journal of the Early Republic》 13 (Philadelphia: University of Pennsylvania Press). 501–530쪽. doi:10.2307/3124558. JSTOR 3124558.
- Herring, George C. (2008). 《From Colony to Superpower; U.S. Foreign Relations Since 1776》. Oxford University Press. ISBN 978-0-19-507822-0.
- Howe, Daniel Walker (2007). 《What Hath God Wrought: The Transformation of America, 1815–1848》. Oxford History of the United States. Oxford University Press. ISBN 978-0-19-507894-7. OCLC 122701433.
- Johnson, Allen (1915). 《Union and Democracy》. Boston: Houghton Mifflin Company. 2018년 3월 6일에 원본 문서에서 보존된 문서. 2017년 2월 27일에 확인함.
- Kaplan, Fred (2014). 《John Quincy Adams: American Visionary》. HarperCollins.
- Morison, Samuel Eliot (1965). 《The Oxford History of the American People》. New York: Oxford University Press.
- Parsons, Lynn H. (2009). 《John Quincy Adams》. Rowman and LittleField.
- Unger, Harlow G. (2009). 《The Last Founding Father: James Monroe and a Nation's Call to Greatness》. 2016년 3월 6일에 원본 문서에서 보존된 문서.
- Weeks, William Earl (1992). 《John Quincy Adams and American Global Empire》. Lexington, Kentucky: University of Kentucky Press.
- Wilentz, Sean (September 2004). 《Jeffersonian Democracy and the Origins of Political Antislavery in the United States: The Missouri Crisis Revisited》. 《Journal of the Historical Society》 4. 375–401쪽. doi:10.1111/j.1529-921X.2004.00105.x.
- Wilentz, Sean (2005). 《The Rise of American Democracy: Jefferson to Lincoln》. W. W. Norton & Company. ISBN 0-393-05820-4.

## 추가 자료
- Ammon, Harry (1958). 《James Monroe and the Era of Good Feelings》. 《Virginia Magazine of History and Biography》 66. 387–398쪽. JSTOR 4246479.
- Ammon, Harry (1971). 《James Monroe: The Quest for National Identity》. McGraw-Hill. ISBN 9780070015821.; online book review
- Bemis, Samuel Flagg (1949). 《John Quincy Adams and the Foundations of American Foreign Policy》. New York: Knopf., 먼로의 외교 정책에 대한 표준 역사서.
- Cresson, William P. James Monroe (1946). 577 pp. 좋은 학술 전기
- Dangerfield, George. Era of Good Feelings (1953) 발췌 및 텍스트 검색
- Falola, Toyin, and Raphael Chijioke Njoku. "President James Monroe and the Colonization Society: From Monrovia to Liberia." in United States and Africa Relations, 1400s to the Present (Yale University Press, 2020) pp. 84–104.
- Finkelman, Paul, ed. Encyclopedia of the New American Nation, 1754–1829 (2005), 1600 pp.
- Hart, Gary. James Monroe (2005), 피상적이고 짧은 인기 전기
- Haworth, Peter Daniel. "James Madison and James Monroe Historiography: A Tale of Two Divergent Bodies of Scholarship." in A Companion to James Madison and James Monroe (2013): 521–539.
- Leibiger, Stuart, ed. A Companion to James Madison and James Monroe (2012) 발췌; 역사 서술에 중점
- McManus, Michael J. “President James Monroe's Domestic Policies, 1817–1825: ‘To Advance the Best Interests of Our Union,’” in  A Companion to James Madison and James Monroe, ed. Stuart Leibiger (2013), 438–55.
- Mahon, John K (1998). 《The First Seminole War, November 21, 1817-May 24, 1818》. 《Florida Historical Quarterly》 77. 62–67쪽. JSTOR 30149093.
- May, Ernest R. The Making of the Monroe Doctrine (1975), 1824년 대통령 선거 결과에 영향을 미치기 위해 발표되었다고 주장.
- Morgan, William G (1972). 《The Congressional Nominating Caucus of 1816: The Struggle against the Virginia Dynasty》. 《Virginia Magazine of History and Biography》 80. 461–475쪽. JSTOR 4247750.
- Perkins, Bradford. Castlereagh and Adams: England and the United States, 1812–1823 (1964)
- Perkins, Dexter. The Monroe Doctrine, 1823–1826 (1927), 먼로주의의 기원에 대한 표준 모노그래프.
- Renehan Edward J., Jr. The Monroe Doctrine: The Cornerstone of American Foreign Policy (2007)
- Scherr, Arthur. "James Monroe and John Adams: An Unlikely 'Friendship'". The Historian 67#3 (2005) pp 405+. 온라인판
- Shade, William G. "The Election of 1820." in Shade and Ballard Campbell eds. American Presidential Campaigns and Elections (Routledge, 2020) pp. 201–213.
- Skeen, Carl Edward. 1816: America Rising (1993) 대중 역사
- Styron, Arthur. The Last of the Cocked Hats: James Monroe and the Virginia Dynasty (1945). 480 pp. 그 남자와 그의 시대에 대한 철저하고 학술적인 처리.
- Van Atta, John R. Wolf by the Ears: The Missouri Crisis, 1819–1821 (2015).
- Watson, Samuel J. "James Monroe and American Military Policy." Virginia Magazine of History and Biography 128.1 (2020): 2-43. 온라인
- Whitaker, Arthur P. The United States and the Independence of Latin America (1941)
- White, Leonard D. The Jeffersonians: A Study in Administrative History, 1801–1829 (1951), 연방 행정부의 운영과 조직을 설명.

### 주요 출처
- Preston, Daniel, ed. The Papers of James Monroe: Selected Correspondence and Papers (6 vol, 2006 to 2017), 주요 학술판; 1814년까지 포함, 현재 진행 중.
- Monroe, James. The Political Writings of James Monroe. ed. by James P. Lucier, (2002). 863 pp.
- Writings of James Monroe, edited by Stanislaus Murray Hamilton, ed., 7 vols. (1898–1903), 인터넷 아카이브 온라인판 온라인 6권.
- Richardson, James D. ed. A Compilation of the Messages and Papers of the Presidents vol 2 (1897), 그의 공식 메시지와 의회 보고서 재판. 온라인 2권